# Ahmad Ibrahim
Ahmad Ali Ibrahim (in arabo إبراهيم أحمد‎?; Beirut, 18 febbraio 1992) è un cestista libanese.

## Carriera

### Giovanili
Ahmad Ibrahim è nato il 18 febbraio 1992 a Beirut, scoprì la passione per la pallacanestro fin da bambino ed all'età di 8 anni entrò nel settore giovanile dell'Al-Riyadi Beirut. Il suo talento e il suo impegno in campo attirarono rapidamente l'attenzione degli osservatori tanto che all'età di 13 anni, si trasferì negli Stati Uniti per continuare il suo sviluppo come giocatore. Dopo aver giocato nella squadra della sua high school prima a Lenoir, Carolina del Nord, e poi a Eureka, Montana, conclude il suo percosso nelle superiori con la maglia della Christian Life Center Academy a Humble, Texas.
Al college Ahmad giocò con la maglia dei con i Rice Owls, squadra della NCAA Division I. Nella sua unica stagione universitaria, la 2011-2012, giocò in 33 partite, registando una media di 6.2 punti, 1.9 rimbalzi e 1.0 assist, per partita.

### Club
Dopo un solo anno al college Ahmad decise di interrompere il proprio percorso universitario e di lasciare i Rice Owls per tornare in Libano ed iniziare la sua carriera da giocatore professionista. Dopo otto anni trascorsi a perfezionare le sue abilità negli Stati Uniti, tornò a casa all'età di 21 anni e firmò il suo primo contratto ufficiale con Al-Riyadi Beirut, squadra della Lebanese Basketball League dove aveva iniziato a giocare da bambino. Dal 2012 al 2015, Ibrahim fu un pilastro della squadra, contribuendo in modo significativo al successo del club in tutte le principali competizioni nel ruolo di ala piccola.  
Durante i suoi tre anni con l'Al-Riyadi, il suo gioco continuò a migliorare, tuttavia, affrontò anche delle difficoltà fuori dal campo, tra cui varie tensioni con l'allenatore ed anche critiche da parte di altri membri della squadra, che lo portarono a lasciare il club un anno prima della scadenza del contratto.
Per la stagione 2015-2016, Ahmad Ibrahim firmò un contratto con l'Homenetmen, sotto la guida dell'allenatore Joe Moujaes. Con la nuova maglia continuò a brillare in campo, giocando 31 partite in campionato con 15.6 punti di media, ed il suo nome iniziò a circolare come "il prossimo Fadi El Khatib", grazie alla sua imponente statura e al suo potente stile di gioco.
Al termine della stagione sportiva però, la comunità cestistica libanese, rimase scioccata dall'annuncio della sospensione di Ahmad Ibrahim per doping; nonostante il giocatore presentò ripetuti ricorsi, venne infine condannato ad una squalifica di un anno. Dopo aver scontato la squalifica ritornò in campo nella stagione 2017-2018, firmando un contratto biennale con il Champville SC, ma Ahmad nei due anni trascorsi al Champville non riuscì a ripetere i numeri che aveva fatto registrare negli anni precedenti alla squalifica. Nel giugno 2019 firma nuovamente con l'Homenetmen ma, dopo aver iniziato la stagione 2019-20 con una media di 20.8 punti a partita, la sospensione della Lebanese Basketball League e l'impatto della pandemia da COVID-19 fermarono la ripresa del giocatore, impattando anche le prestazioni della stagione 2020-2021.
Dal 2021 al 2023 gioca con la maglia del Dynamo Club, Ibrahim visse due stagioni caratterizzate da prestazioni straordinarie in campo, contribuendo alle ottime prestazioni mantenute dalla squadra in quelle due stagioni. Tuttavia, le persistenti tensioni con la dirigenza lo portarono a prendere la difficile decisione di lasciare la squadra poco prima dell'inizio delle finali del campionato, per due anni consecutivi.
Il 16 giugno 2023 è stata annunciata la sua firma da parte del Sagesse, storica squadra della Lebanese Basketball League, con coi Ahmad Ibrahim gioca tutt'oggi.

### Nazionale
Ibrahim ha giocato con la maglia del Libano già nelle selezioni giovanili, con la Nazionale Under-18, quando aveva 16 anni, prese parte ai Campionati asiatici maschili di pallacanestro Under-18 del 2008 dove mantenne una media di 32.6 punti per partita; Ahmad partecipò anche ai Campionati asiatici maschili di pallacanestro Under-18 del 2010.
Con la casacca della nazionale maggiore del Libano ha disputato due edizioni dei Campionati asiatici, nel 2011 e nel 2015.
Dopo un incidente con l'allenatore Slobodan Subotic, al termine della partita che determinò la mancata qualificazione del Libano al Campionato mondiale 2019, in cui il giocatore accusò di essere stato minacciato dall'allenatore nello spogliatoio, Ahmad Ibrahim decise di prendere le distanze dalla nazionale. Tuttavia, la Federazione Libanese di Basket insistette per il suo ritorno ed Ibrahim accettò di rispondere alla chiamata della squadra per giocare nell'estate 2024, nel Torneo di Qualificazione per i Giochi della XXXIII Olimpiade.

## Palmarès

### Squadra
- Lebanese Basketball League: 2

Riyadi Beirut: 2013-2014,2014-2015
- Lebanese Basketball Cup: 1

Dynamo: 2022